# Ascalaphus sinister
Ascalaphus sinister é um inseto da família de borboletas efeméridas Ascalaphidae, que pertence a ordem Neuroptera. Foi cientificamente descrita pela primeira vez porWalker, em 1853.